# Fiedlergrund
Der Fiedlergrund ist ein steiles Kerbtal im Stadtteil Oberlößnitz der sächsischen Stadt Radebeul, es ist der östlichste Taleinschnitt der Lößnitzhänge. Gleichzeitig ist Fiedlergrund der Straßenname der Berggasse, die in nord-südlicher Richtung durch den Fiedlergrund führt. Der Grund liegt im Denkmalschutzgebiet Historische Weinberglandschaft Radebeul.

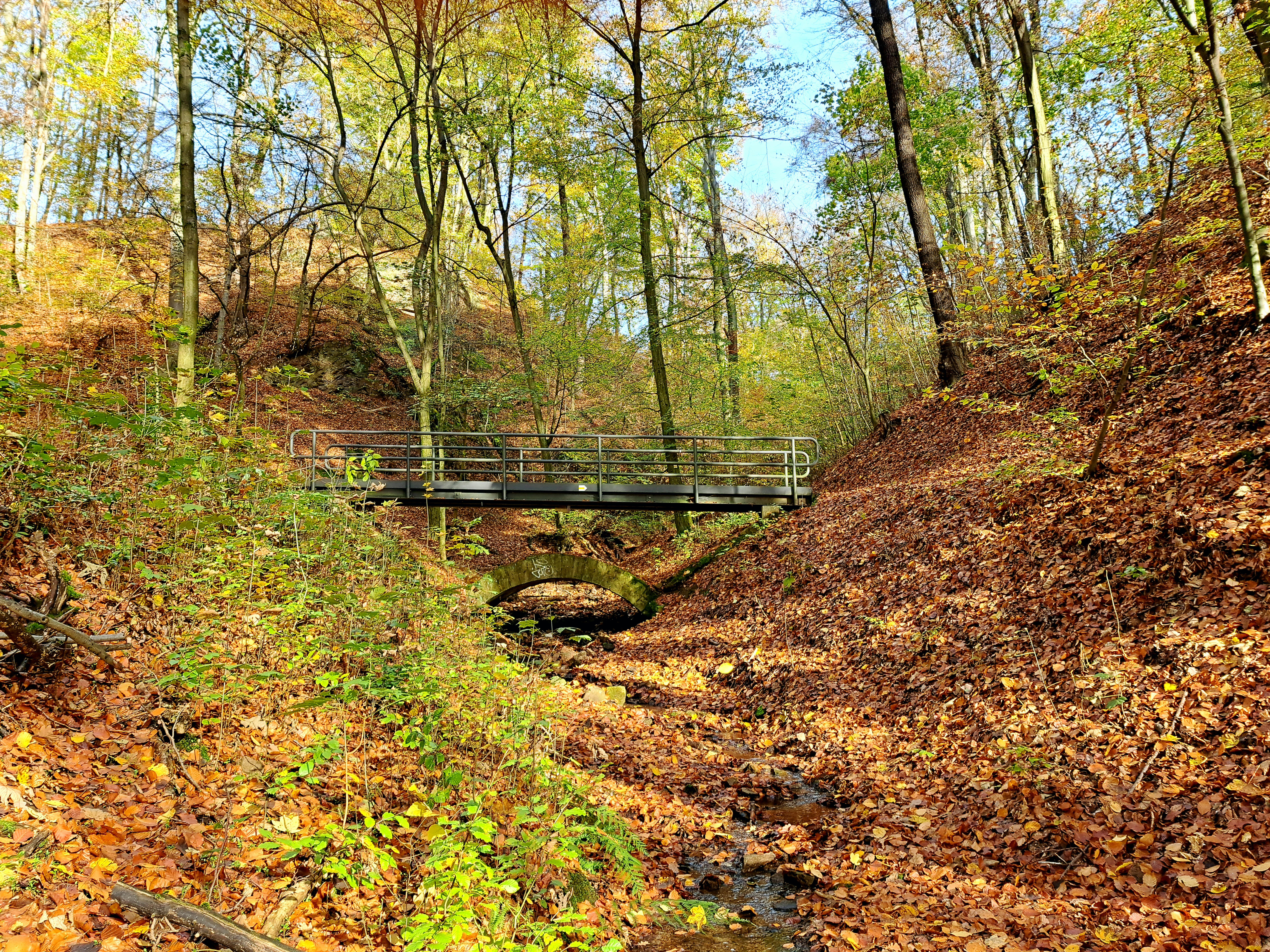
Fiedlergrund mit Brücke über den Fiedlerbach, einem der Verlorenen Wasser (Herbst 2022)

Fiedlerbach am Fuß der Steilhänge, Bildmitte die Hantzsch-Villa mit dem Jägerberg. Um 1850

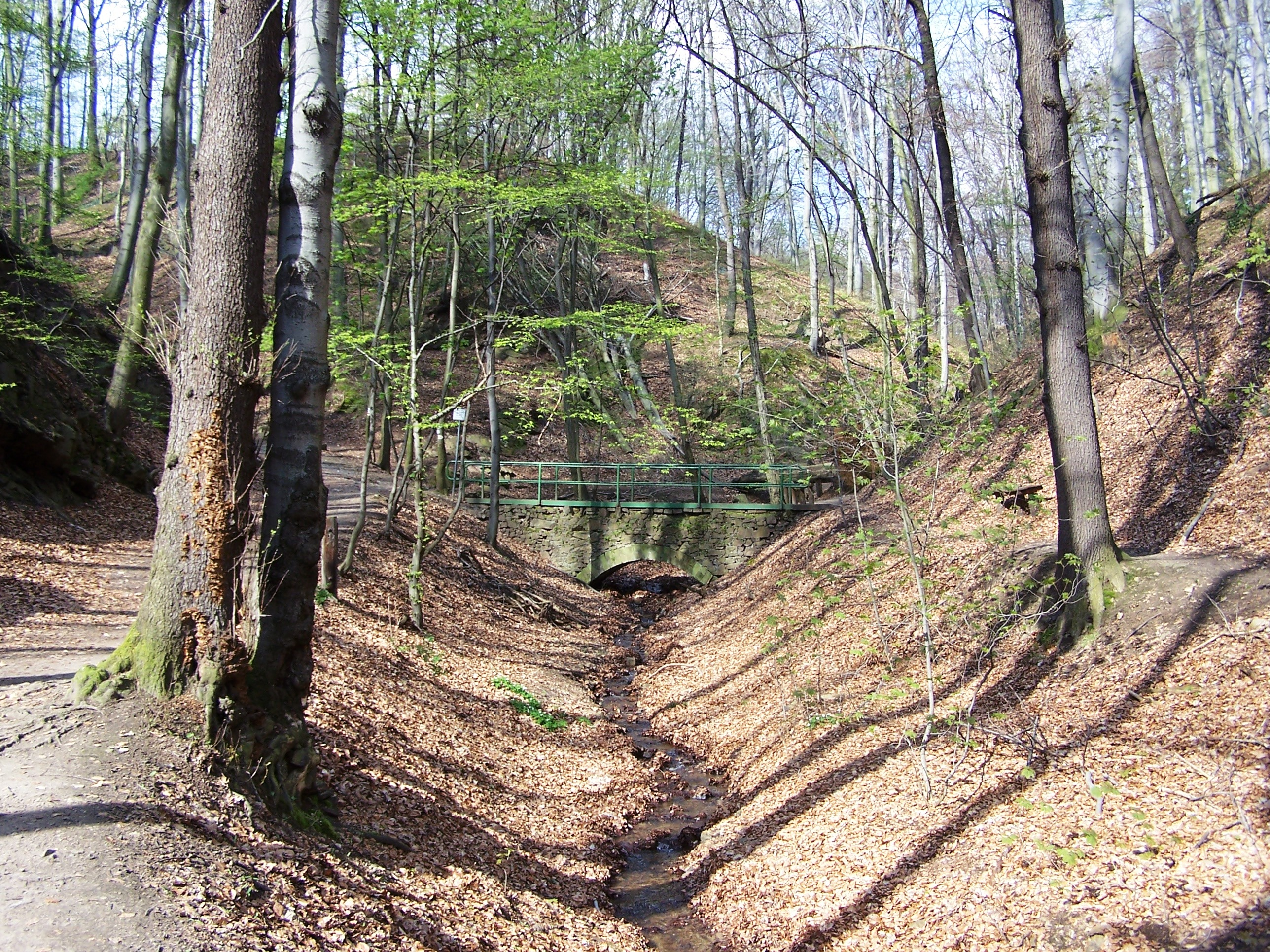
Fiedlergrund mit Fiedlerbach (Frühjahr 2008)

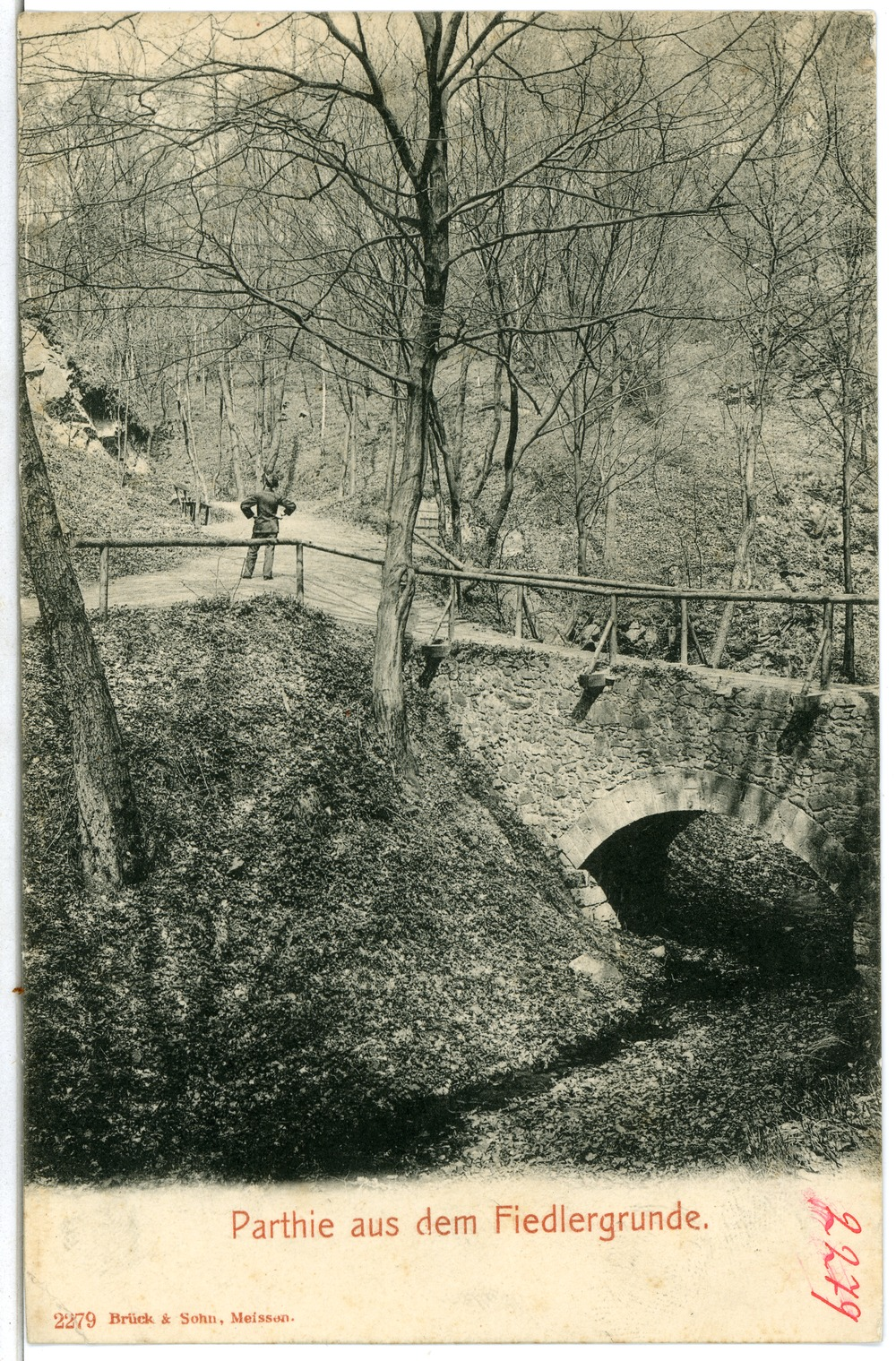
Brücke über den Fiedlerbach noch mit großer Durchflusshöhe, 1902

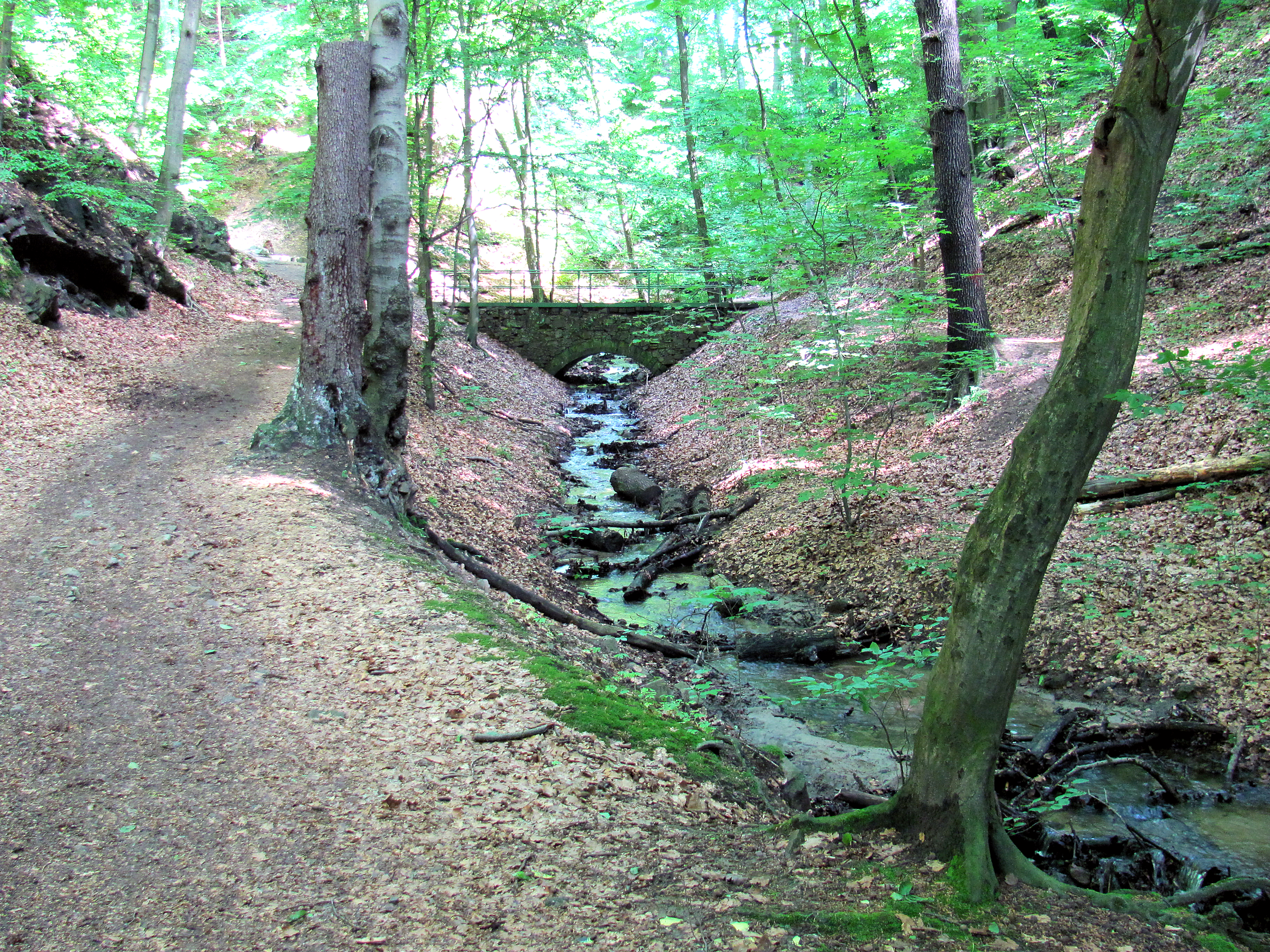
Fiedlerbach beim Hochwasser 2013

Augustusweg 76 bis 114 unterhalb der nördlich gelegenen, verwaldeten Steillage. Links neben dem rechten Gebäude (Fiedlerhaus) verläuft von Nord nach Süd der Fiedlergrund.

Der Fiedlergrund mit seinen bewaldeten Hängen gehört zum 115 Hektar großen Fauna-Flora-Habitat-Gebiet Lößnitzgrund und Lößnitzhänge (Natura-2000-Gebiet, EU-Meldenr.: DE4847304, Landesinterne Nr.: 159), zur Teilfläche 4 („Oberlößnitz–Mitte“). Der westliche Teil der Teilfläche 4 mit dem Fiedlergrund liegt „nahezu vollständig“ im Landschaftsschutzgebiet Lößnitz. (Direkt östlich schließt sich das Landschaftsschutzgebiet Dresdner Heide an.)
Neben dem Lößnitzgrund und dem Rietzschkegrund gehört der Fiedlergrund zu den stark wasserführenden Bergschluchten Radebeuls. Im Gegensatz zum Lößnitzbach gehört der Fiedlerbach (ursprünglich Tautzschen- bzw. Dautzschenbach, -graben oder -wasser), ähnlich wie die Rietzschke im Rietzschkegrund, zu den Verlorenen Wassern, das heißt, dass der Bach, der sein Einzugsgebiet zwischen Boxdorf und Wahnsdorf hat, bald nach Verlassen des eigentlichen Grundes im Regelfall in der südlich gelegenen Heidesandterrasse versickert, ohne die Elbe zu erreichen. Selten erreicht er heute die 450 Meter vom Bergfuß entfernt liegende Einmündung in die Kanalisation. Noch in den 1770er Jahren jedoch mündete der Bach östlich des Rundlings von Alt-Radebeul in den Seegraben, einen Vorfluter des Lößnitzbachs und damit der Elbe. Der Bachname Tautzschenbach findet sich noch im etwas weiter westlich gelegenen Tautzschkenkopf wieder, davon abgeleitet ist der heute noch bestehende Häusername der dortigen Villa Tautzschgenhof. Zwischen Augustusweg und Waldstraße bildet der Fiedlerbach die Grenze zwischen Radebeul und Dresden.
Der Name des Fiedlergrunds leitet sich, ebenso wie der Name des an seinem Fuß liegenden Fiedlerhauses, von dem seinerzeitigen Leiter des Stadtkrankenhauses und königlichen Leibarzt, Carl Ludwig Alfred Fiedler, ab, der das Fiedlerhaus 1893 als Lungenheilstätte und Genesungsanstalt des Stadtkrankenhauses Dresden eingerichtete. Im 16. Jahrhundert ist für das Tal der Name Finstergrund belegt, ein Name aus ähnlichem Grund wie bei der Finsteren Gasse in Niederlößnitz. 1818 übernahm der Branntweinbrenner C. G. Walther das am Fuße liegende Weingut. Nach ihm wurde der Taleinschnitt im 19. Jahrhundert Walthers Grund benannt und zusammen mit der Schankwirtschaft zu einem beliebten Ausflugsziel. In seiner Gastwirtschaft Walthers Weinberg fand am 6. August 1839 der Gründungsakt der Landgemeinde Oberlößnitz statt; vorher gehörten die Flächen zur Radebeuler Oberflur. Im Grund selbst wurde von 1862 bis 1884 eine Ziegelbrennerei betrieben, von der heute noch Gewölbereste erkennbar sind.
Auf Anregung des Verschönerungsvereins für die Lößnitz wurde 1886 ein mit Ruhebänken ausgestatteter Promenadenweg befestigt, der gleichnamige Fiedlergrund, der vom Augustusweg in Oberlößnitz aus (161 m ü. NHN) durch den östlichen Ausläufer des Taleinschnitts die etwa 60 Höhenmeter des Steilanstiegs der Lausitzer Verwerfung überwindet und auf die Hochfläche führt, die zur Lausitzer Platte gehört. Dabei führt er an im ersten Drittel des 20. Jahrhunderts aufgegebenen Steinbrüchen vorbei. Heute ist der Promenadenweg als Naturlehrpfad ausgeschildert; er führt bis Boxdorf, vorbei an einem kleinen Wohngebiet, das unter der Adresse Am Walthersgrund zu finden ist, bis zur Dresdner Straße (220 m ü. NHN).
Im Fiedlergrund soll sich vagen Spekulationen nach eine heidnische Kultstätte befunden haben.
In den 1930er Jahren erbaute Felix Hauptmann im Fiedlergrund eine Miniaturenanlage, die er Ober-Piependorf nannte und die bis zum Zweiten Weltkrieg ein Ausflugsziel war.